# Pavel Šmolík
Pavel Šmolík (* 13. prosince 1979 Plzeň) je český varhaník, sbormistr a dirigent specializující se na chrámovou a duchovní hudbu. Je regenschorim na Svaté Hoře.
Po studiích na konzervatoři v Českých Budějovicích, obor Hra na varhany u Jitky Chaloupkové a AMU obor Dirigování nastoupil místo regenschoriho (varhaníka a ředitele kůru) na Svaté Hoře v Příbrami. Zde vede Svatohorský chrámový sbor, dále pak působí v Příbrami jako dirigent Příbramské filharmonie a Komorního smíšeného sboru Dr. Vladimíra Vepřeka. Pedagogicky působí na Konzervatoři v Českých Budějovicích. Příležitostně koncertuje a věnuje se chrámové kompozici. Jeho varhanní sóla se objevila i ve vysílání Českého rozhlasu či Proglasu a vystupuje na různých církevních slavnostech (např. Svatováclavská pouť).
Jako regenschori při bazilice Nanebevzetí Panny Marie na Svaté Hoře složil liturgickou hudbu použitou při vysvěcení nového oltáře v roce 2005 a v roce 2004 zhudebnil nešpory.
Jako host doprovázející na varhany vystupuje na albu Písně vánoční od Ginevry od skupiny Ginevra, které Radio Proglas zařadilo na seznam nejlepších vánočních alb roku 2008.